# حسین‌آباد قاسم
حسین ابادقاسم روستایی در دهستان میغان بخش مرکزی شهرستان نهبندان استان خراسان جنوبی ایران است. بر پایه سرشماری عمومی نفوس و مسکن در سال ۱۳۹۰ جمعیت این روستا ۱۷۳ نفر (در ۵۴ خانوار) بوده‌است.